# Zabel Muziek
Zabel Muziek was een kleinschalig Randstedelijk onafhankelijk platenlabel dat zich concentreerde op indierock en aanverwante muziek. Het label stopte in 2008 met het uitgeven van albums. Wel houden de oprichters zich nog bezig met het organiseren van avonden in de omgeving van Utrecht in zalen als Tivoli en EKKO. De bands zijn in veel gevallen nog wel actief of onder andere namen doorgegaan met bezettingswisselingen.
In juni 2006 startte de zogenaamde Dutch Indie Singles Club. Het samenwerkings verband van de vier platenlabels Excelsior Recordings, Zabel Records, Rara Records en Livingroom Records, waarbij er een serie split-singles uitgegeven werden van de bands van die labels, was van korte duur en in februari 2009 verscheen de zesde en tevens laatste single.

## Bands
Zabel Muziek bracht onder andere de volgende bands uit:

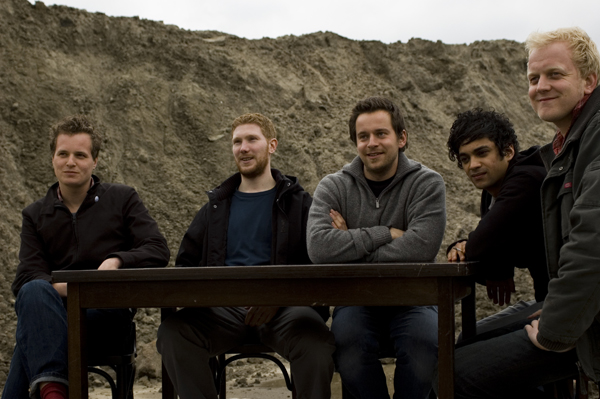
We vs. Death

- About Paris
- Amateur
- Barra Head (Denemarken)
- Boy Ler

- Cheech Wizard
- Emscher
- Excon
- Green Concorde (Zweden)
- Jimmy Barock
- Mercy Giants
- Milaus (Italië)
- Mono
- Ponycamp
- Sennen
- Sincabeza (Frankrijk)
- Soda P
- Stillwell
- Tom Sweetlove (België)
- Tse Tse Airline
- We vs. Death
- White Broncos